# Кошешть (Васлуй)
Кошешть, Кошешті (рум. Coșești) — село у повіті Васлуй в Румунії. Входить до складу комуни Івенешть.
Село розташоване на відстані 270 км на північний схід від Бухареста, 21 км на захід від Васлуя, 54 км на південь від Ясс, 145 км на північ від Галаца.

## Населення
За даними перепису населення 2002 року у селі проживали 285 осіб, усі — румуни. Усі жителі села рідною мовою назвали румунську.